# Фандєєв Кирило Володимирович

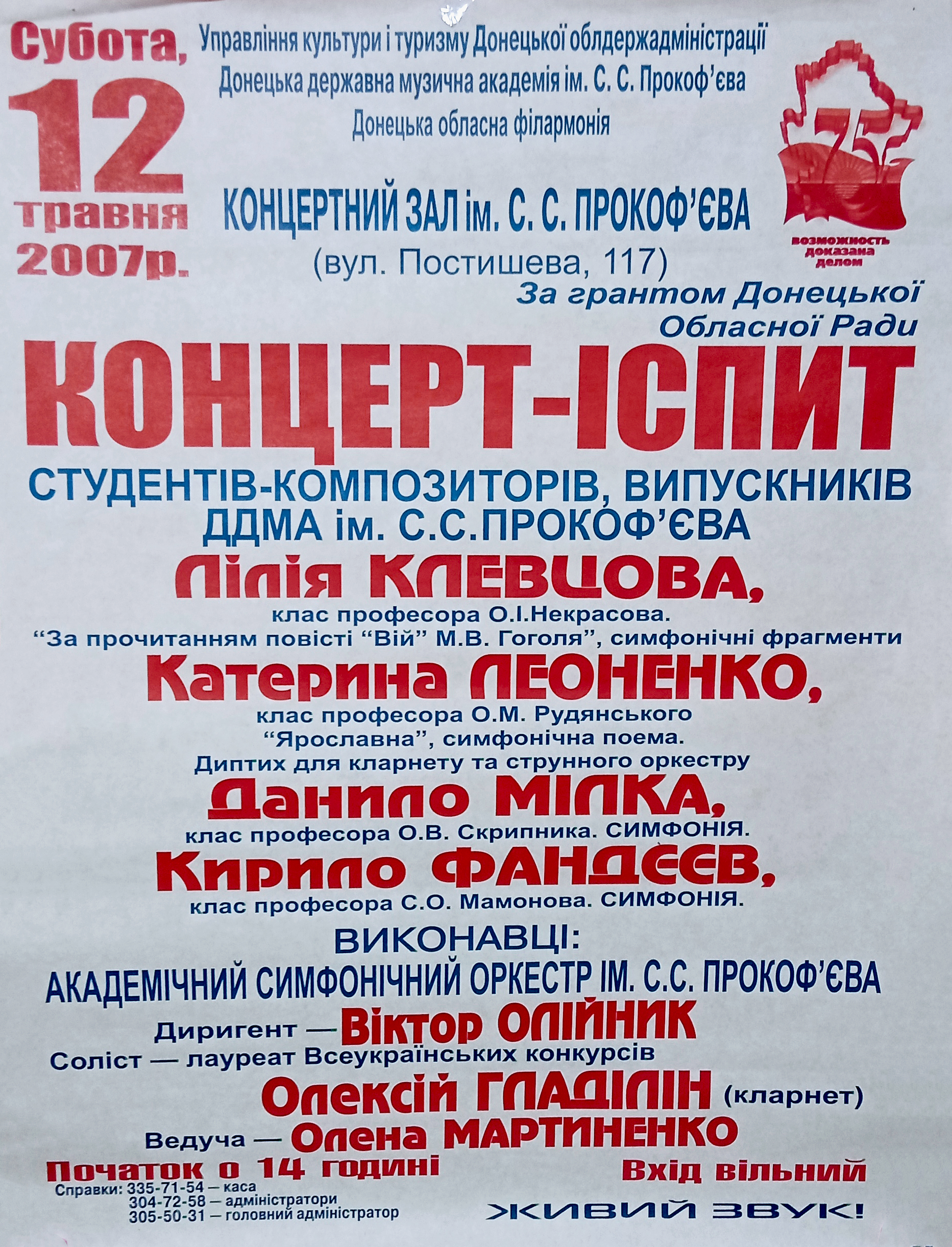
Афіша концерту-іспиту студентів Донецької музичної академії. 2007 рік

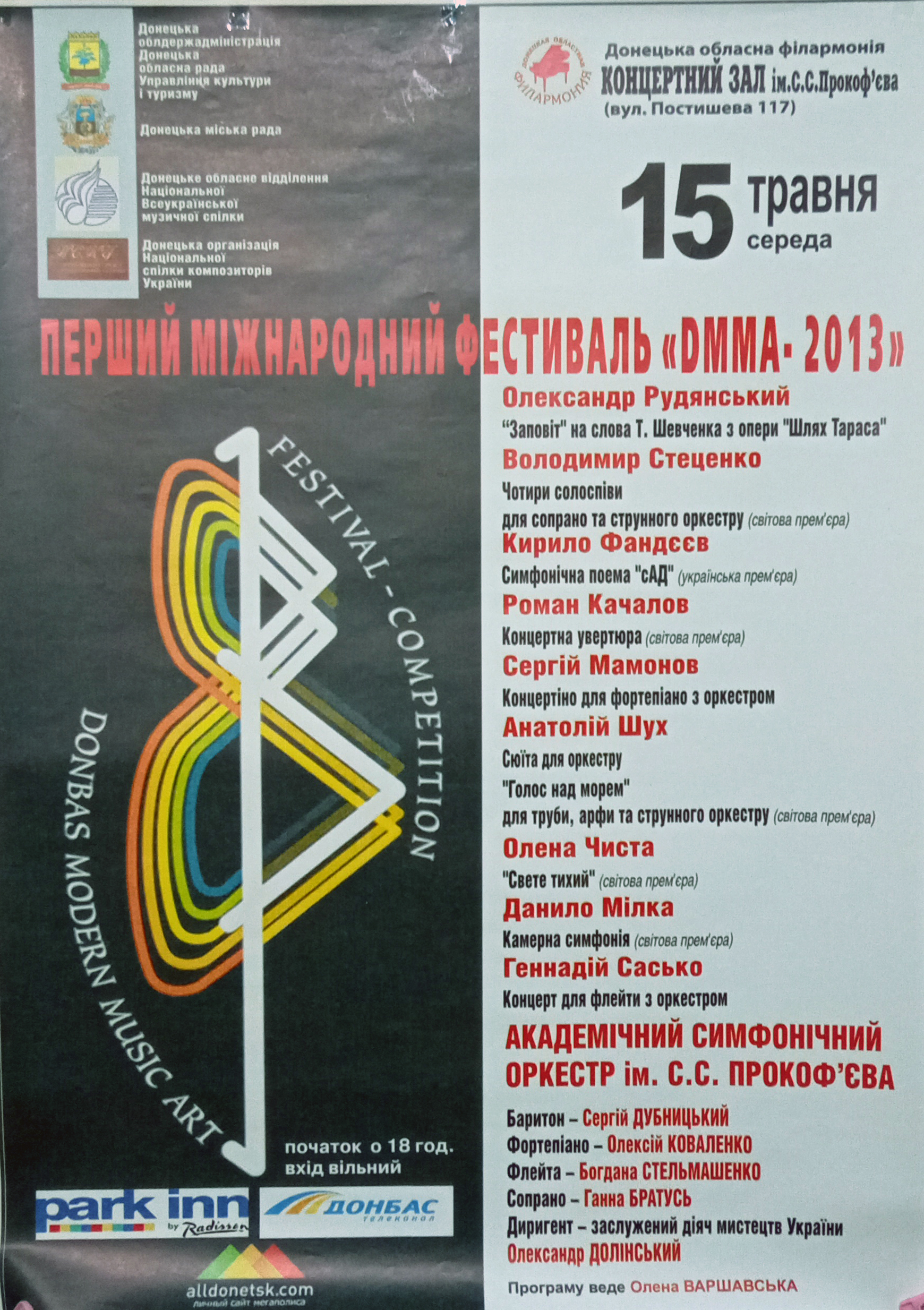
Афіша фестивалю ДДМА-2013 (DONBASS MODERN MUSIC ART)

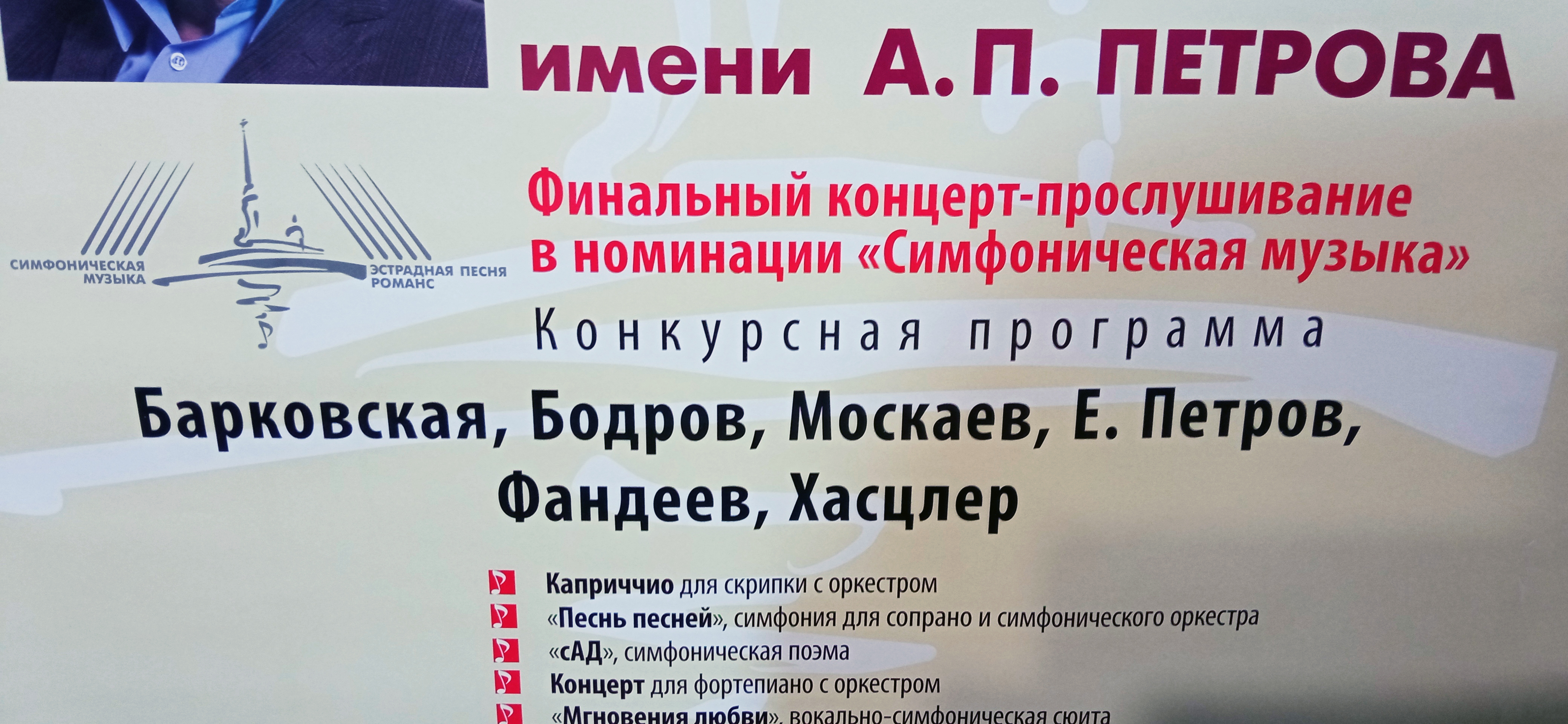
Афіша другого Всеросійського конкурсу композиторів ім. А. Петрова. 2008 рік

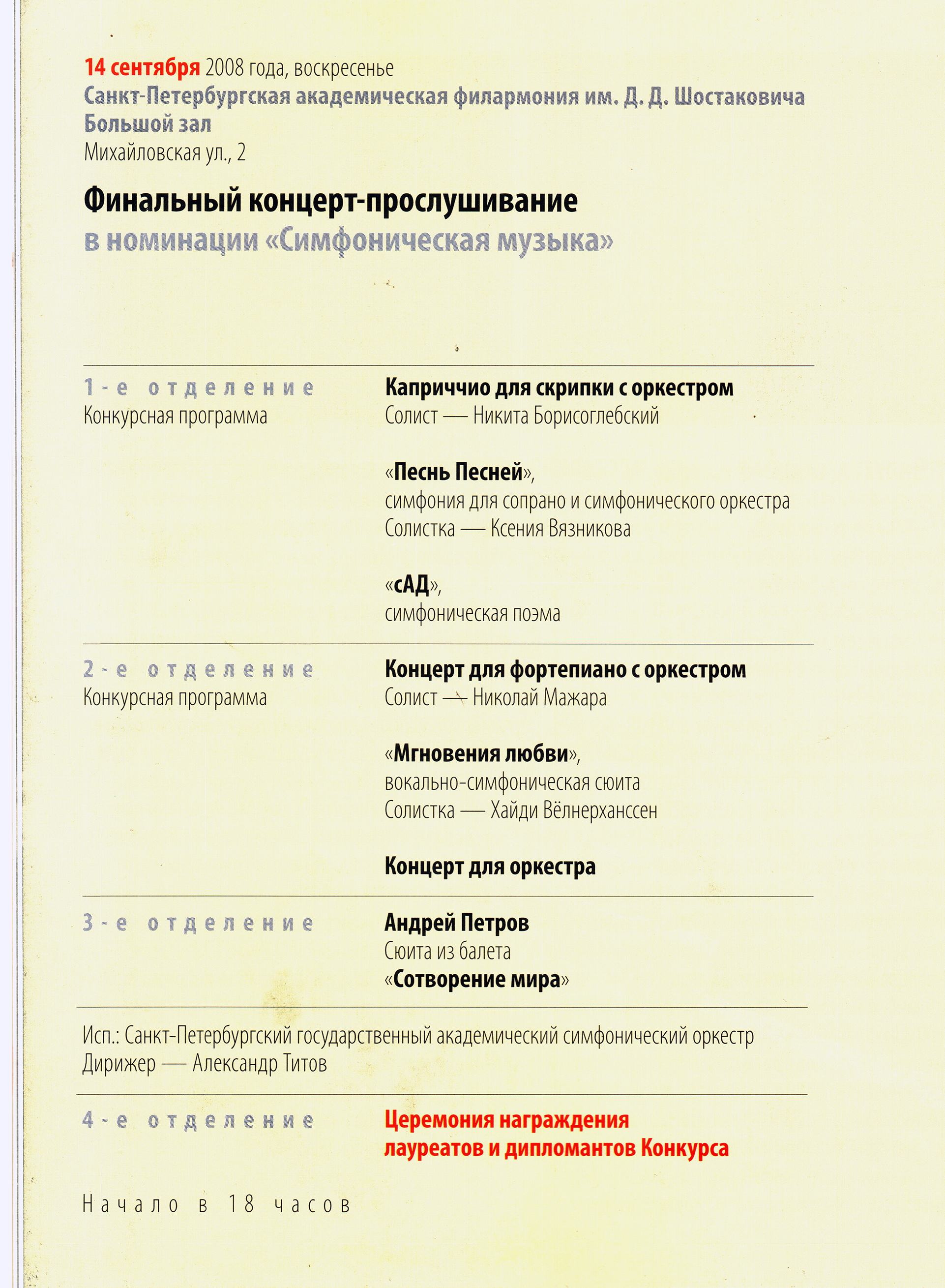
Сторінка з конкурсною програмою з буклета другого Всеросійського конкурсу композиторів імені А.Петрова в Санкт-Петербурзі, на якому було виконано твір Кирила Фандєєва «сАД». 2008 рік

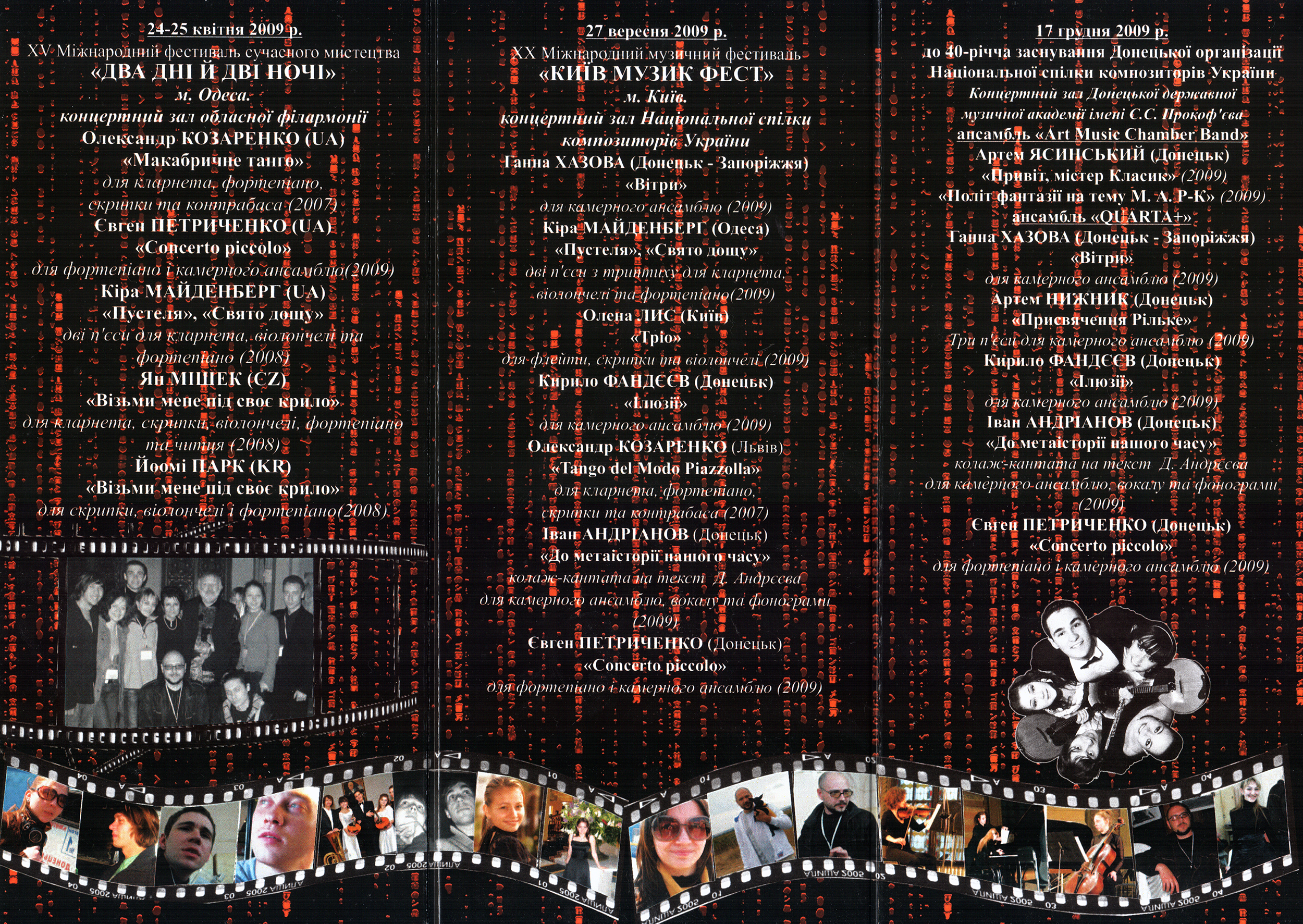
Буклет концертів ансамблю «Quarta+» в 2009 році

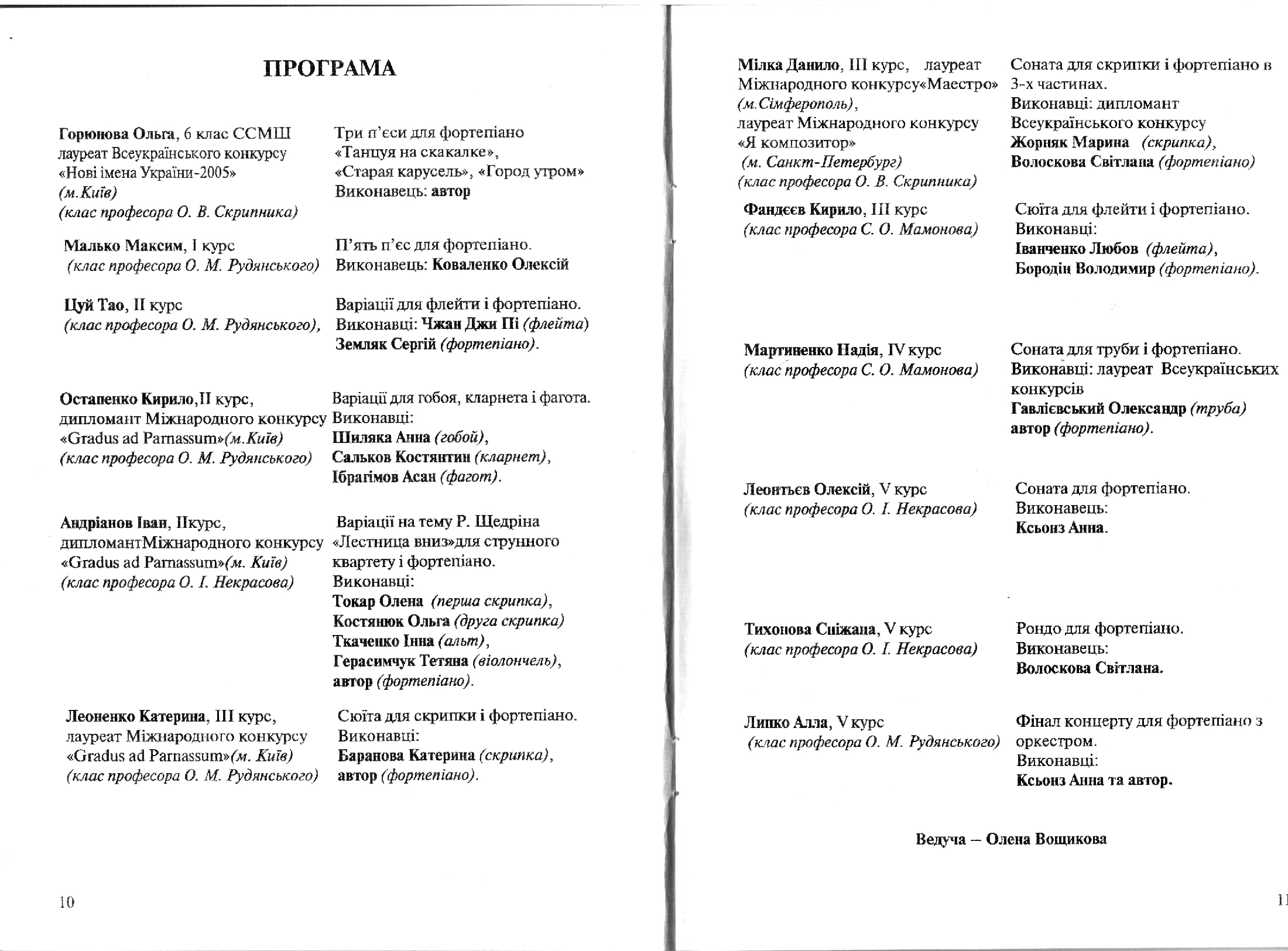
Сторінка Програми з буклета Всеукраїнської музичної акції «Мистецтво молодих», на якій була виконана Сюїта для флейти та фортепіано Кирила Фандєєва. 2005 рік.

Кири́ло Володи́мирович Фандє́єв (нар. 22 квітня 1982) — український композитор, член Національної Спілки композиторів України.

## Біографія
У 1997 році закінчив Донецьку музичну школу № 3 (нині школа мистецтв № 7), ЗОШ № 92.
У 2001 році брав участь у фестивалі «ЕкоАрт» (диплом за найкращу медитативну композицію).
У цьому ж році закінчив Донецьке музичне училище по класу скрипки у Н. Є. Дербеньової й отримав спеціальність «артист оркестру».
У 2002 році, закінчивши один курс Донецького гуманітарного інституту (спец. «Музичне виховання»), поступив в Донецьку державну музичну академію ім. С. С. Прокоф'єва по класу композиції (клас професора, заслуженого діяча мистецтв України, голови донецької організації спілки композиторів України С. О. Мамонова).
У 2007 році з відзнакою закінчив музичну академію і отримав спеціальність «композитор».
У 2008 році став фіналістом Другого Всеросійського конкурсу композиторів імені Андрія Петрова в Санкт-Петербурзі (головою журі був О. Рибніков).
У вересні 2009 року брав участь у ювілейному фестивалі «КиївМузикФест» в Києві, на якому відбулася прем'єра твору «Ілюзії» у виконанні ансамблю нової музики «Quarta+». У грудні цього ж року у рамках серії концертів, присвячених 40-річчю Донецької обласної організації Національної Спілки композиторів України, твір «Ілюзії» у виконанні ансамблю «QUARTA+» пролунав у концертній залі Донецької музичної академії імені С. С. Прокоф'єва у виконанні ансамблю «QUARTA+».
У грудні 2009 року став членом Національної спілки композиторів Україні.
У 2009 році був одним з нотних редакторів книги «Музичний фольклор Донбасу: календарно-обрядові пісні Донецької та суміжних областей» доцента кафедри історії музики та фольклору Донецької державної музичної академії імені Прокоф'єва (ДДМА), кандидата мистецтвознавства Олени Тюрикової.
У 2012 році закінчив асистентуру-стажування при Донецькій музичній академії по класу композиції у професора Сергія Олексійовича Мамонова.
У травні 2013 р. брав участь у першому міжнародному фестивалі сучасного мистецтва «Donbass modern music art», на якому відбулася Всеукраїнська прем'єра симфонічної поеми «сАД» у виконанні Донецького симфонічного оркестру імені С. С. Прокоф'єва під керівництвом Олександра Долінського.
У 2021 році став лауреатом Першого та Другого ступеня на двох міжнародних конкурсах композиторів GRAND MUSIC ART, а також дипломантом третього ступеня на міжнародному конкурсі «Нові мелодії».
Цього ж року було створено лейбл Kirill Fandeev.
Першим аудіозаписом, офіційно розміщеним на таких провідних стрімінгових сервісах як apple music, amazon music, spotify, deezer, СберЗвук, music.youtube, soundcloud, claromusica та інших, стала електронна композиція «Колесо часу», яка була написана у квітні 2021 року й опублікована на вищезазначених майданчиках в червні цього ж року.
24 березня 2023 року фірма «Мелодія» включила до плейлиста «Атмосферна електроніка для роботи або відпочинку» дві композиції Кирила Фандєєва: «Колесо часу» та «2022».
У серпні 2023 року треки аудіозаписів, раніше опубліковані на стрімінгових майданчиках, стали офіційно доступні на платформі «VKмузыка».
Серед творів численні камерні твори, твори для хору, симфонія (прем'єра відбулася в Донецьку 12 травня 2007 в обласній філармонії імені С. С. Прокоф'єва у виконанні Донецького державного академічного симфонічного оркестру під управлінням Віктора Олійника), симфонічна поема «сАД» (прем'єра відбулася в Санкт-Петербурзі у Державній академічній філармонії імені Д. Д. Шостаковича у виконанні Санкт-Петербурзького Державного академічного симфонічного оркестру під управлінням Олександра Титова 14 вересня 2008 року), Електронні твори («Колесо часу», «Передчуття», «Jest», «Хоробрість» та інші).

## Вчителі
Музичне училище:
- Наталя Євгенівна Дербеньова  — скрипка.
- Алла Федорівна Долженко — фортепіано.
- Михайло Аркадійович Шух — Аранжування, композиція.
- Володимир Стеценко — композиція.
- Білецький Георгій Сігезмундовіч — диригування.
- Воробйова Олена Олексіївна — сольфеджіо, гармонія.

Музична академія:
- Сергій Олексійович Мамонов — композиція, читка партитур, інструментування, сучасні композиторські техніки.
- Тетяна Володимирівна Філатова — гармонія.
- Олексій Вікторович Скрипник — сольфеджіо.
- Віталій Гаврилович Іванченко — поліфонія.
- Олександр Миколайович Рудянській — основи хорового письма.
- Олександр Іванович Некрасов — інструментовка, методика викладання сольфеджіо.

Кирило Фандєєв про вчителів.
Про Сергія Мамонова:
«Досягнення в області композиції пов'язані з величезним впливом професіоналізму цієї людини. Мудрий керівник, надійний друг, чудовий вчитель. Моя величезна подяка йому нескінченна»
Про Михайла Шуха: «З впевненістю можна сказати, що ця людина вплинула на остаточний вибір моєї професії. Своїм талантом, високими людськими якостями і майстерністю».

## Список творів

### Інструментальні

#### Для фортепіано
- «Вариации»
- «Nosce te ipsum»
- «Откровение»
- «Loneli»
- «Экспромт»
- Сюїта в старовинному стилі
- Етюд
- Цикл П'ять мініатюр
- Цикл «Чёрно-белые сны»
- Скерцо
- «Вальс дьявола»
- Прелюдія і Фугетта

### Для скрипки
- «Импровизация» для скрипки соло
- «Молитва» для скрипки соло
- «Terminus» для скрипки соло

### Хорові
- «Тишь» для чоловічого хору на слова В. Домрина
- «Осень» для мішаного хору на слова М. Лермонтова
- «Здесь прошёлся…» для жіночого хору на слова Б. Пастернака

### Камерні
- «Фуга в стиле И. С. Баха» для струнного квартету
- Соната для струнного квартета
- «Сновидение» для скрипки і фортепіано
- «Шутка» для двох фортепіано
- «Lemures» для скрипки і фортепіано
- «Призрак» для скрипки і фортепіано
- «Часы и время» для фортепіанного квінтету
- «Анна-Мария» для флейти і струнного квартету
- «Mea culpa» для скрипки і фортепіано
- «Сон» для скрипки і фортепіано
- «Танго» для скрипки і фортепіано
- Соната для віолончелі і фортепіано
- Сюїта для флейти і фортепіано
- Струнний квартет

### Оркестрові
- «Отражение» для струнного оркестра
- «сАД» (Симфонічна поема за мотивами оповідання А. Калугіна «В саду»)
- Симфонія
- «Иллюзии» для камерного ансамблю
- «Исповедь» для оркестру з хором.
- «Триптих» для струнного оркестру.
- «Концерт — поема» для скрипки з оркестром

### Оркестровки
- Українська народна пісня «На вулиці скрипка грає»; М. Регер — «Колискова» ; М. Стецюн — «Вишиванка»; И. Штраус — Полька «В детской»; Комаровський А. — Концертіно G-Dur; G.P. Reverberi — «Casanova»; Karl William Pamp Jenkins — «Palladio»; І. Парфьонов — «Вересень. Осінній ярмарок», Jack Fina — «Bumble Boogie», Ольга Геталова — «Покатаємося», П. Чайковський — «Мазурка», Linda Niamath — «Penguins», Ludovico Einaudi — «Experience», І. С. Бах. Прелюдія до-мажор, Едвард Гріг — «Французька серенада», Едвард Гріг — «Хода гномів», Ф. Лист — Угорська рапсодія № 10, Д. Шостакович — Полька, К. Хачатурян — Галоп, А. Гречанінов — Камаринська, С. Рахманінов — «Полішинель», С. Слонімський — Романтичний вальс, Гріг — Ліричні п'єси («Дні, що минули»), Michael H. McLean — Фанданго, M. Петренко — Вальс, В. Сапаров — Сонатіна, Нур Даутов — Скерцо, С. Прокоф'єв — Монтеккі та Капулетті, Вітаутас Клова — Концертіно, Бетховен — Сонатіна фа-мінор, Доменіко Циполі — Менует, В. Юровський. Дудочка, А. Вівальді. Пори року. Літо. Гроза, Н. Раков — Мелодія, Білоруська народна пісня «Кума моя, кумочка»

### Акомпанементи
- Wilhelm Albrecht Otto Popp — Етюди, А. Яньшинов — Этюд, Г. Беренс — Этюд, Джузеппе Бранцолі — Етюд, К. Зеленіхін — Етюд, В. Панін — Етюд, К. Шутенко — Этюд, А. Орлова — Этюди № 12 та № 18, Ф. Гафуров — Танець

### Вокальні
- Пісня «Серенада» для сопрано і фортепіано
- Пісня «Кто я?» для сопрано на слова В. Домрина
- Пісня «Гаснет огонь»
- Пісня «Облака» на слова Андрія Косінова

## Відео
- Симфонічна поема «сАД» (У виконанні Санкт-Петербурзького державного академічного симфонічного оркестру під керуванням Олександра Тітова)
- Танго
- Симфонічна поема «сАД» (У виконанні Донецького державного академічного симфонічного оркестру під керуванням Олександра Долинського)
- Симфонія
- Ілюзіі
- Сповідь
- Передчуття
- Колесо часу
- 2022
- The Bravery

## Галерея

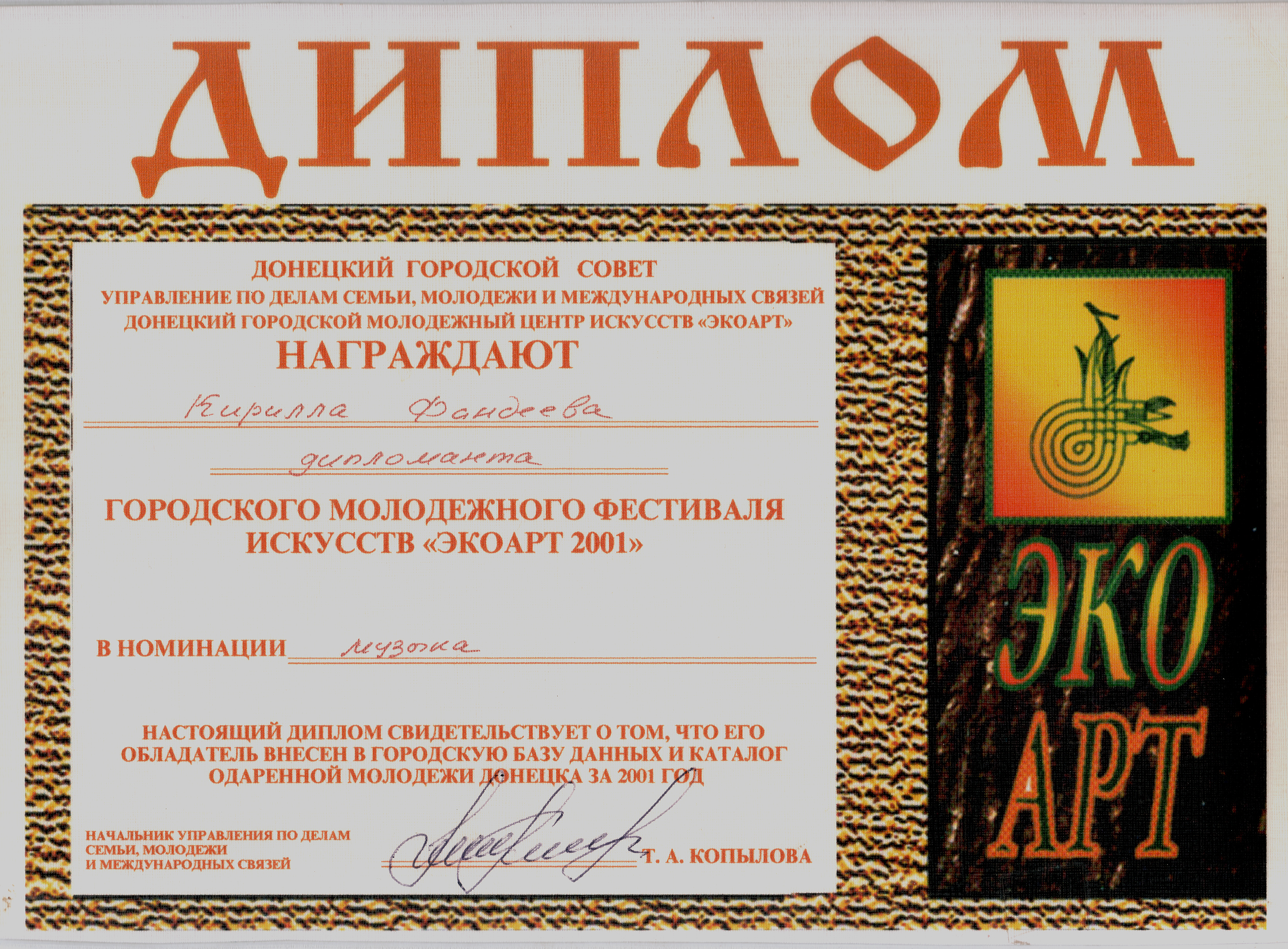
Кирило Фандєєв. Диплом обласного фестивалю ЕКОАРТ-2001
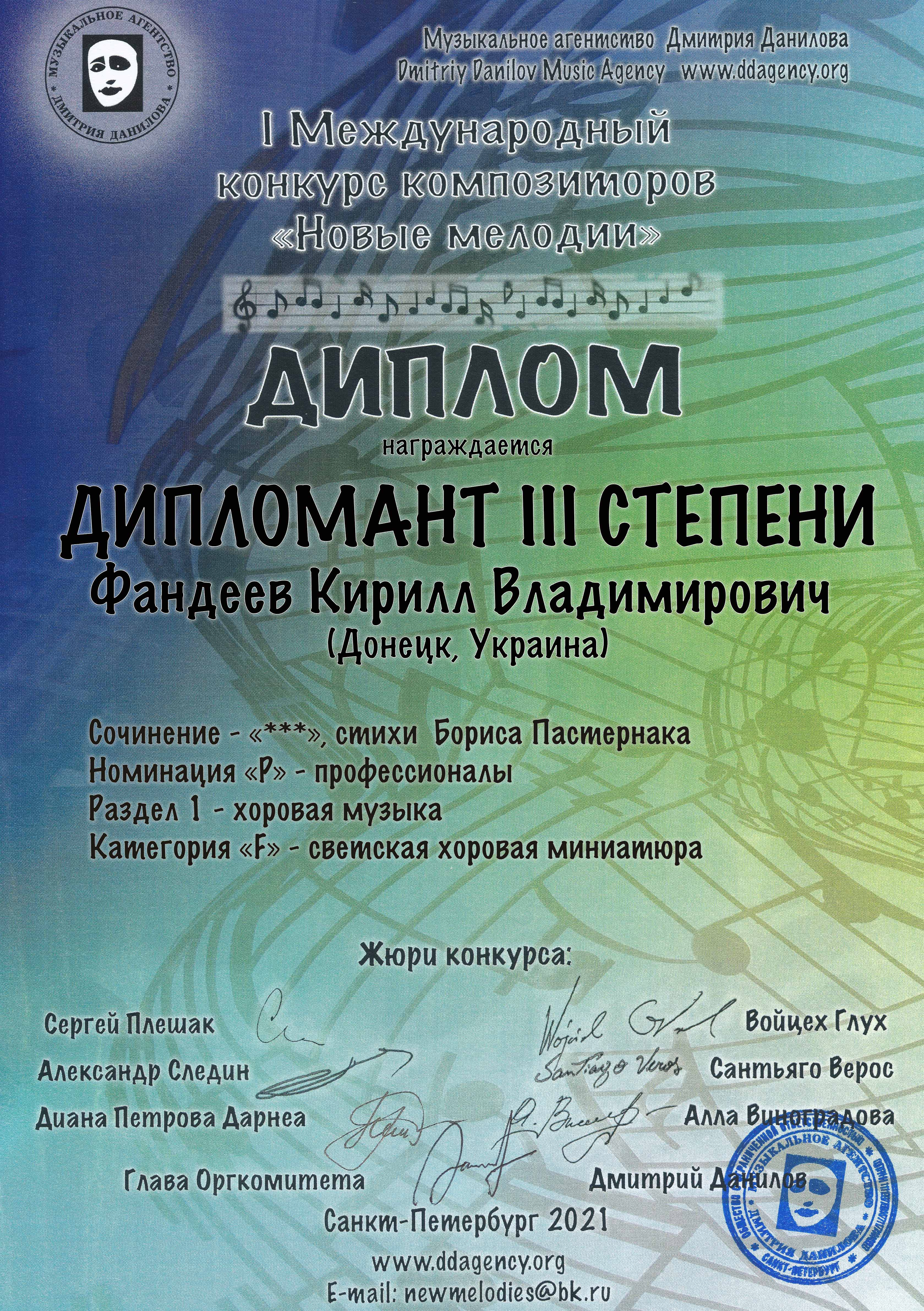
Кирило Фандєєв. Диплом конкурсу Нові мелодії. 2021
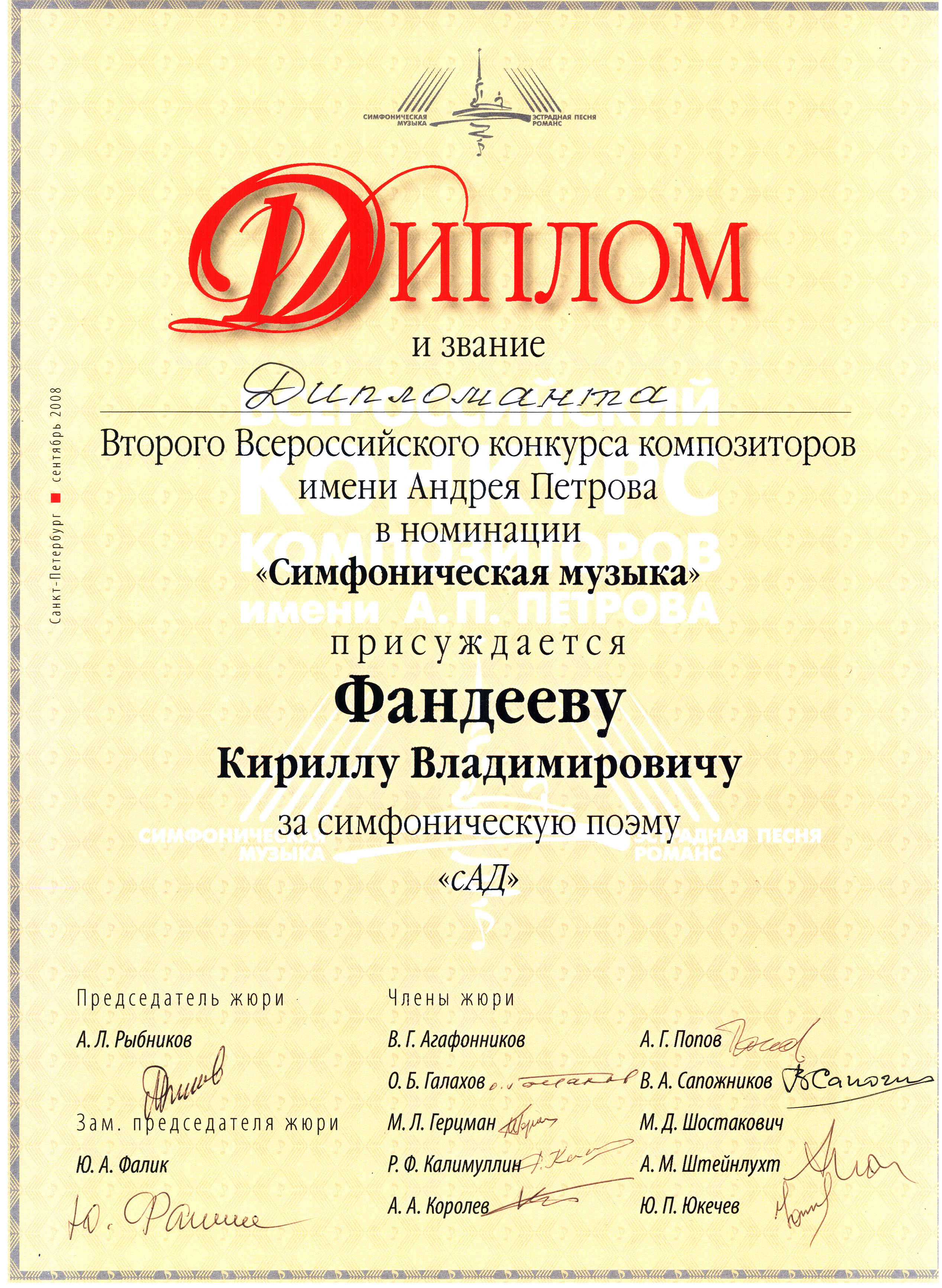
Кирило Фандєєв. Диплом конкурсу композиторів ім. А. Петрова
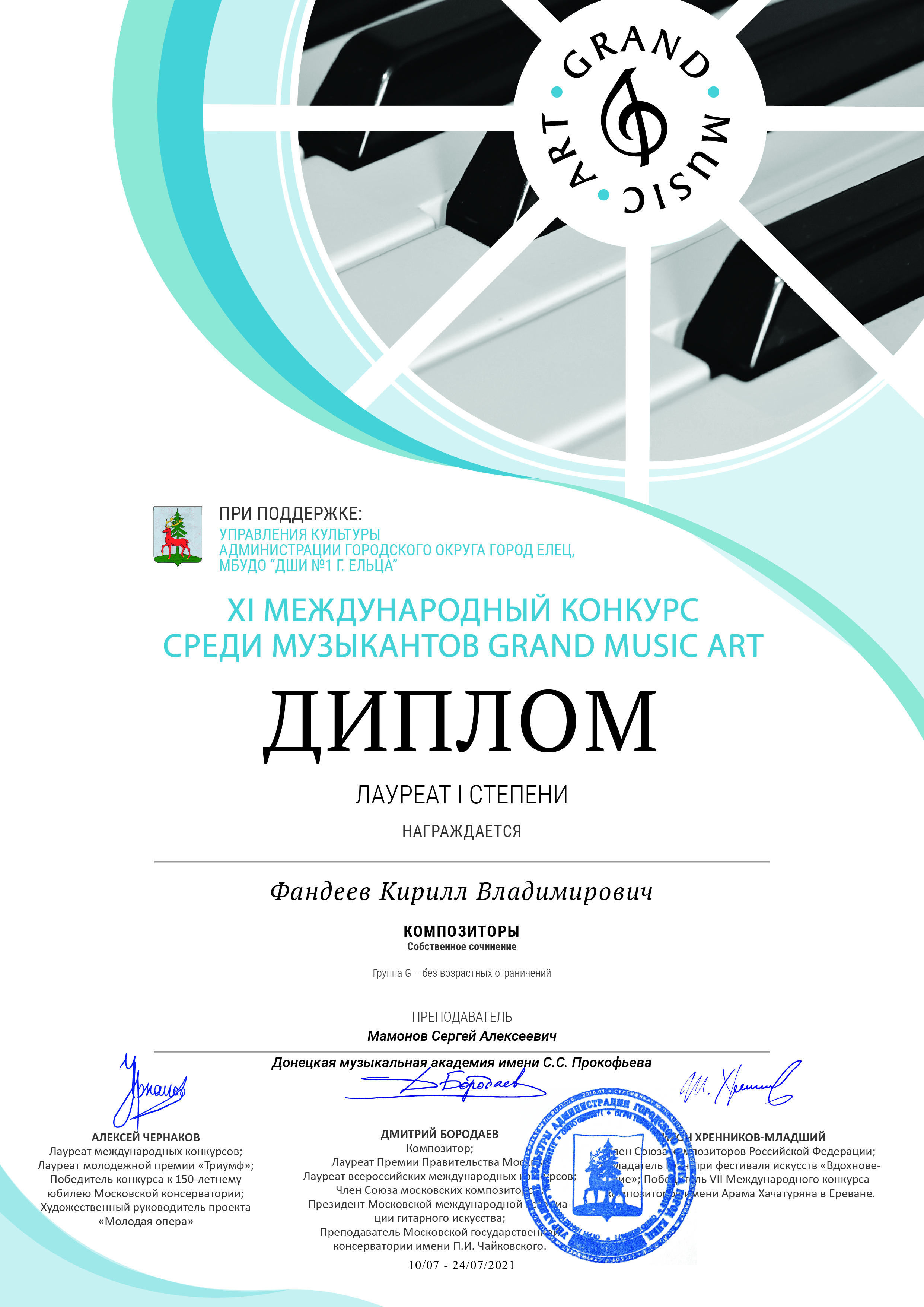
Кирило Фандєєв. Диплом лауреата першого ступеня Міжнародного конкурсу композиторів Grand Music Art за Концерт-поему для скрипки з оркестром
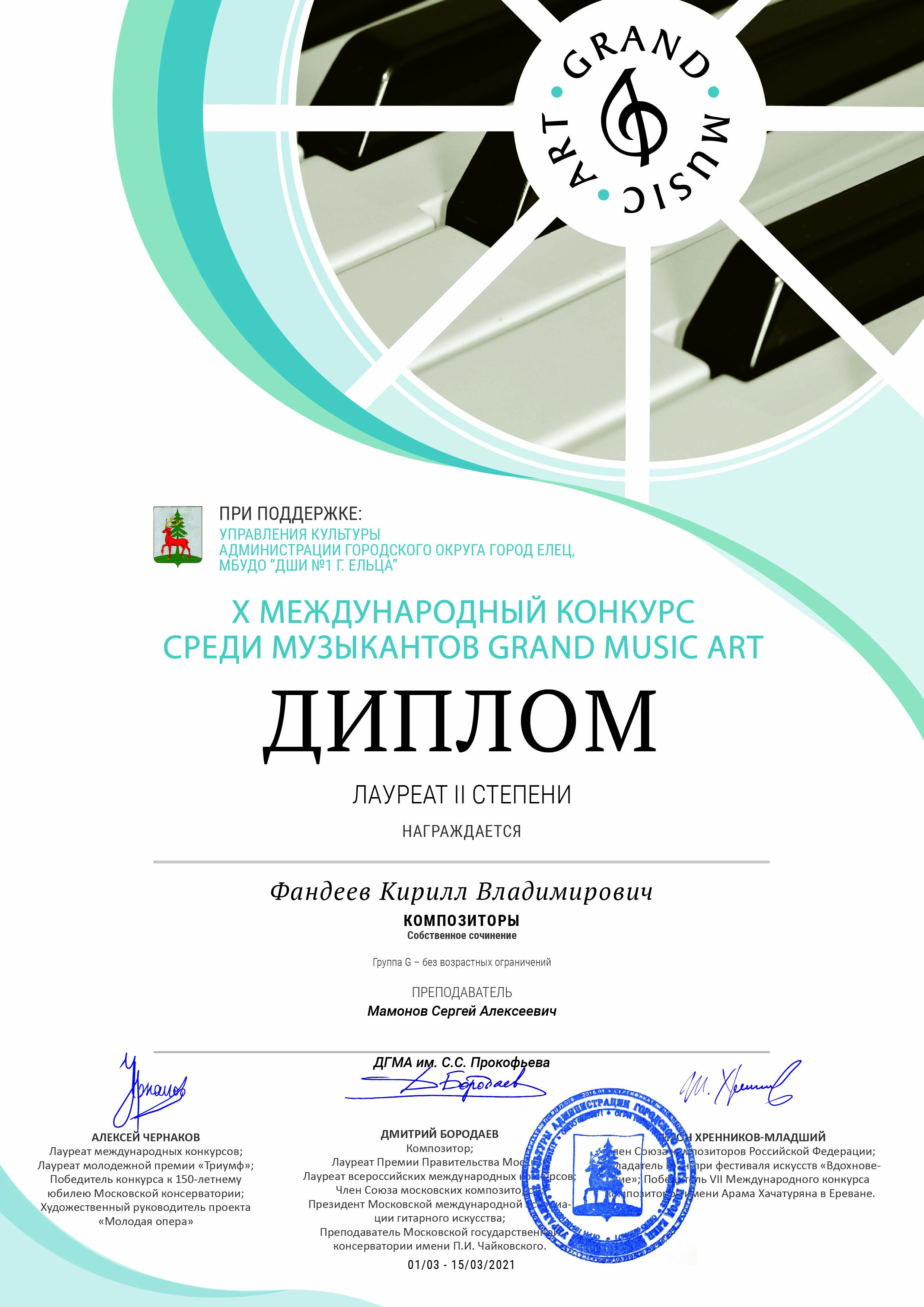
Кирило Фандєєв. Диплом лауреата другого ступеня Міжнародного конкурсу композиторів Grand Music Art за Концерт-поему для скрипки з оркестром
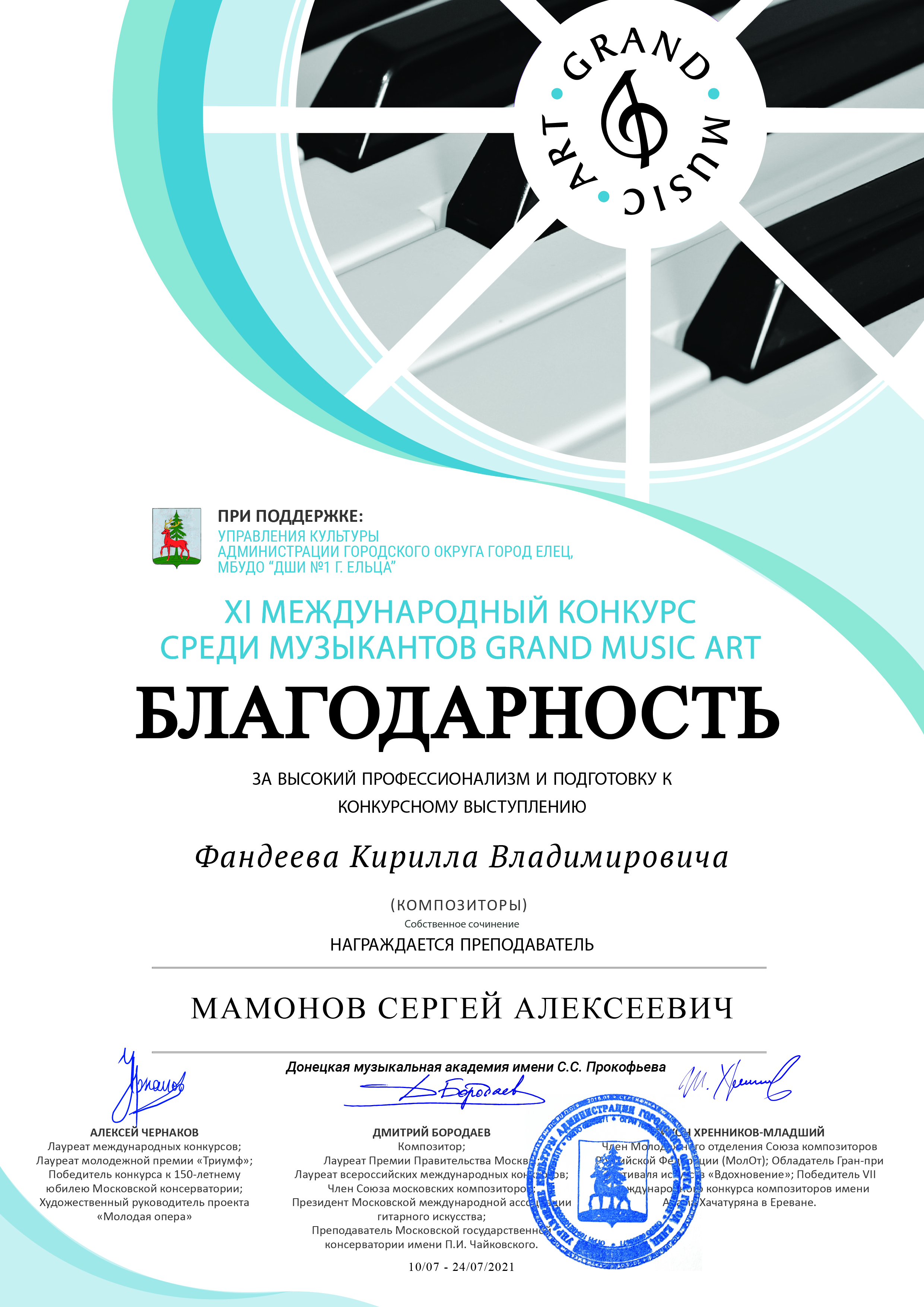
Подяка викладачеві Кирила Фандєєва Сергію Мамонову, отриману на міжнародному конкурсі композиторів Grand Music Art
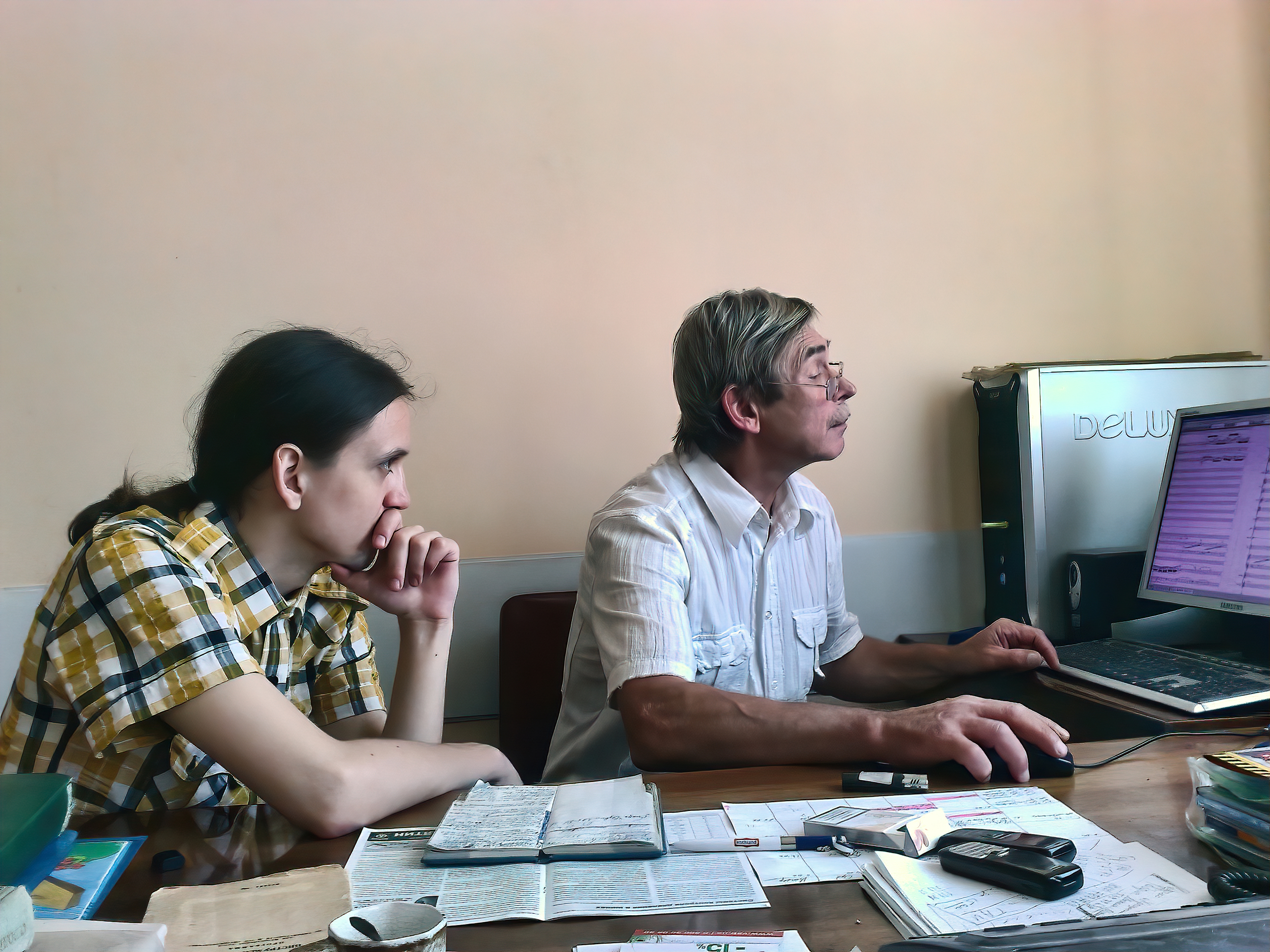
Кирило Фандєєв зі своїм учителем, професором Сергієм Мамоновим
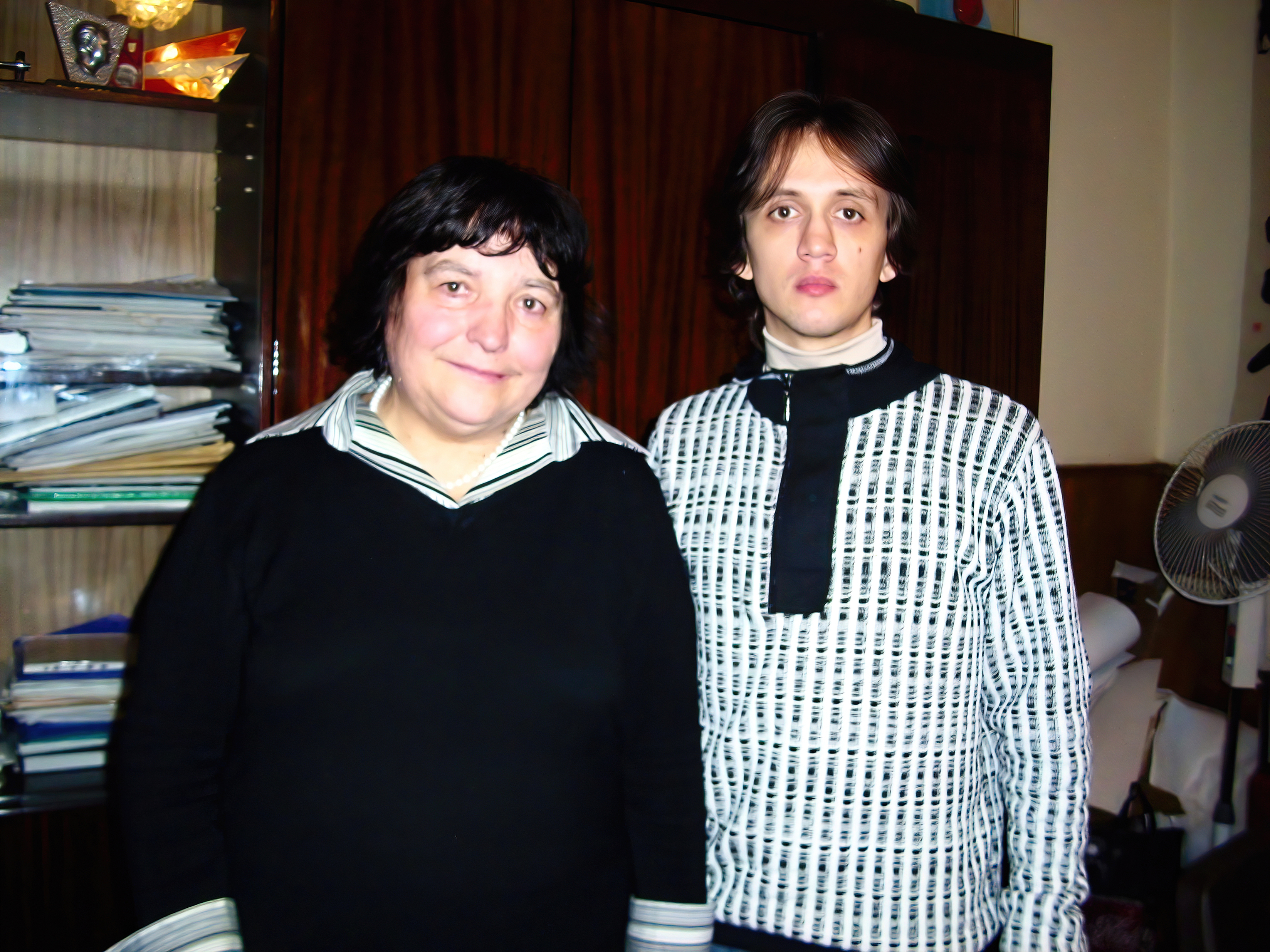
Кирило Фандєєв і відомий композитор Леся Дичко
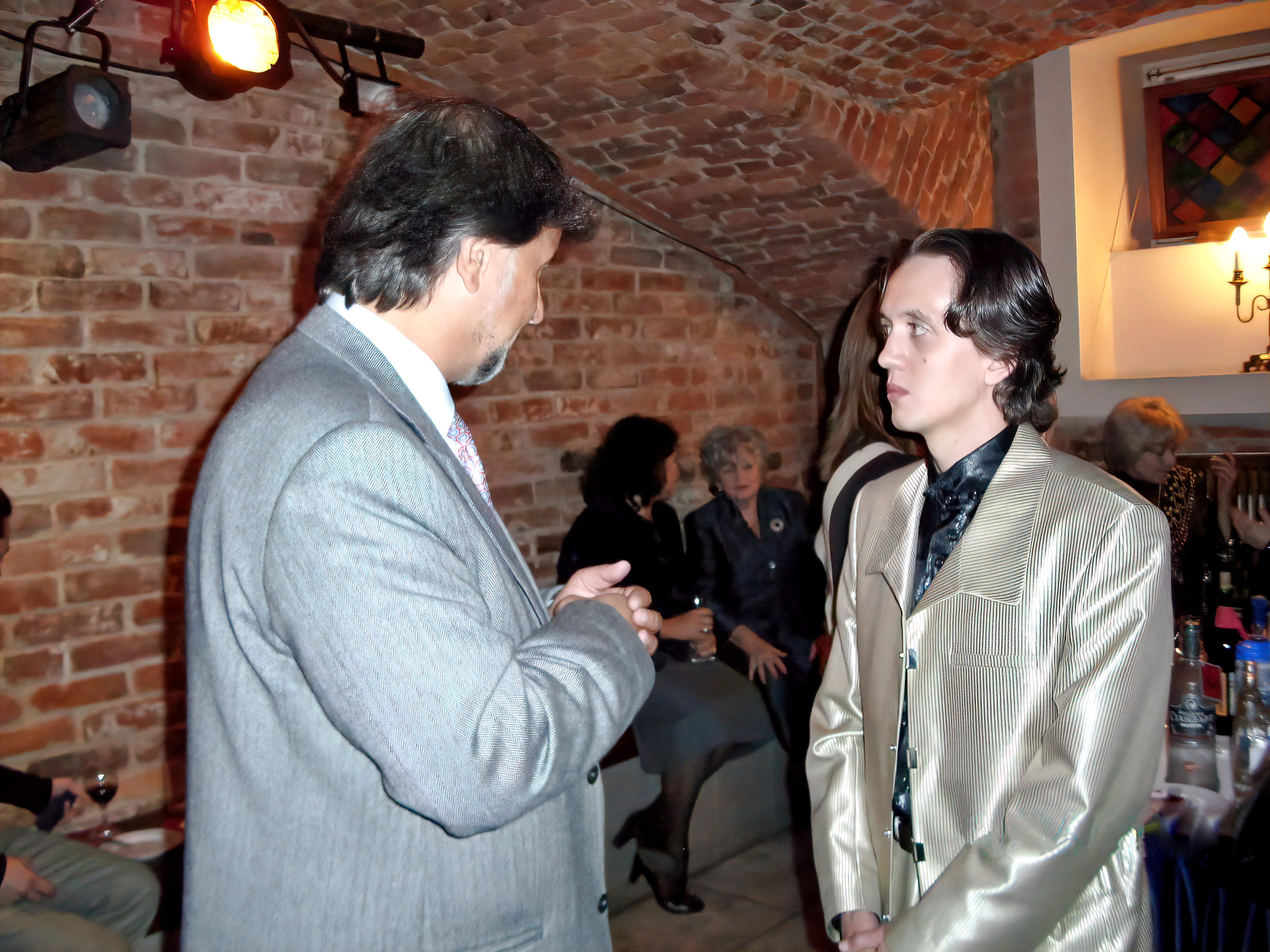
Кирило Фандєєв і відомий композитор Олексій Рибніков
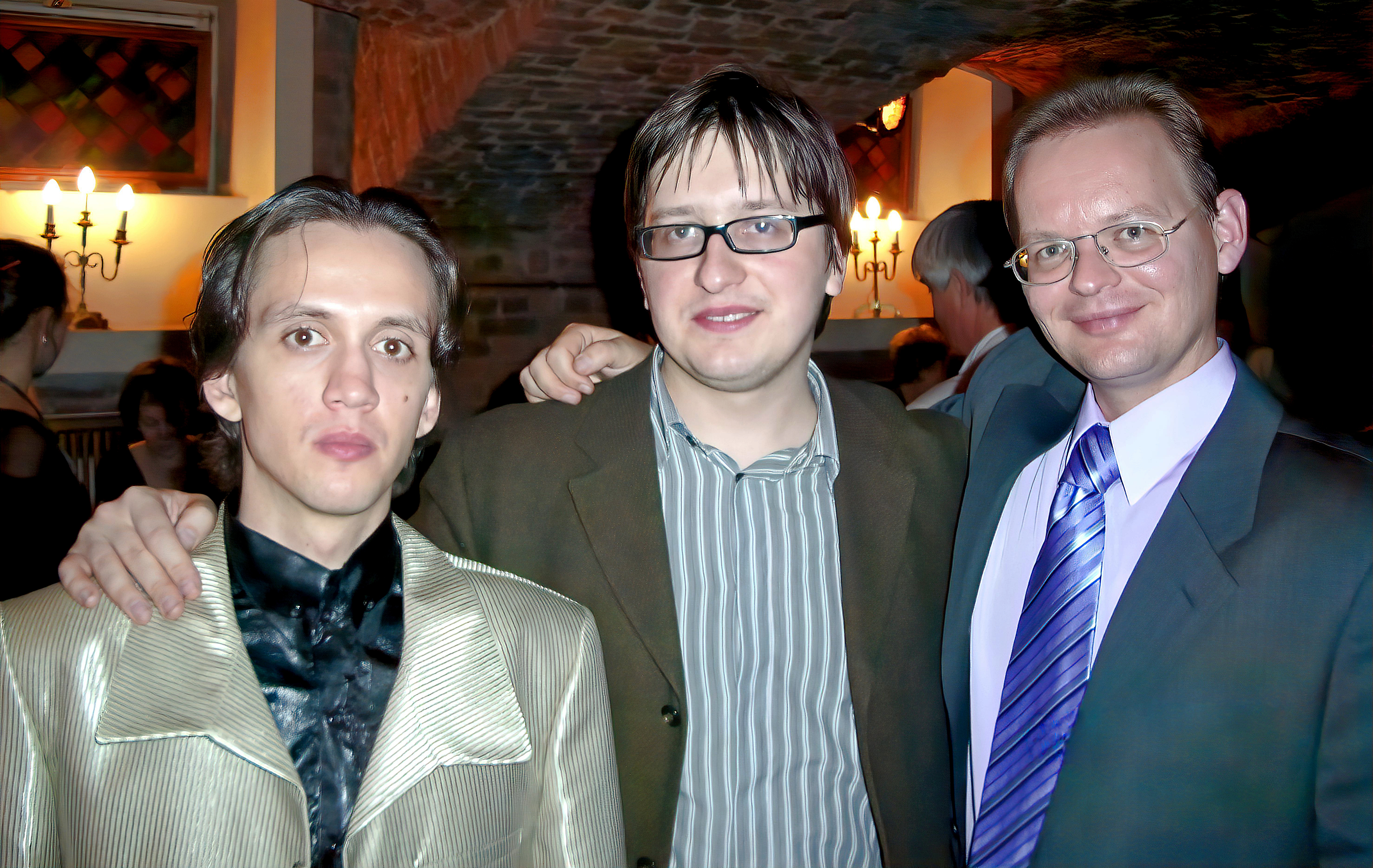
Кирило Фандєєв і відомі композитори Кузьма Бодров і Євген Петров
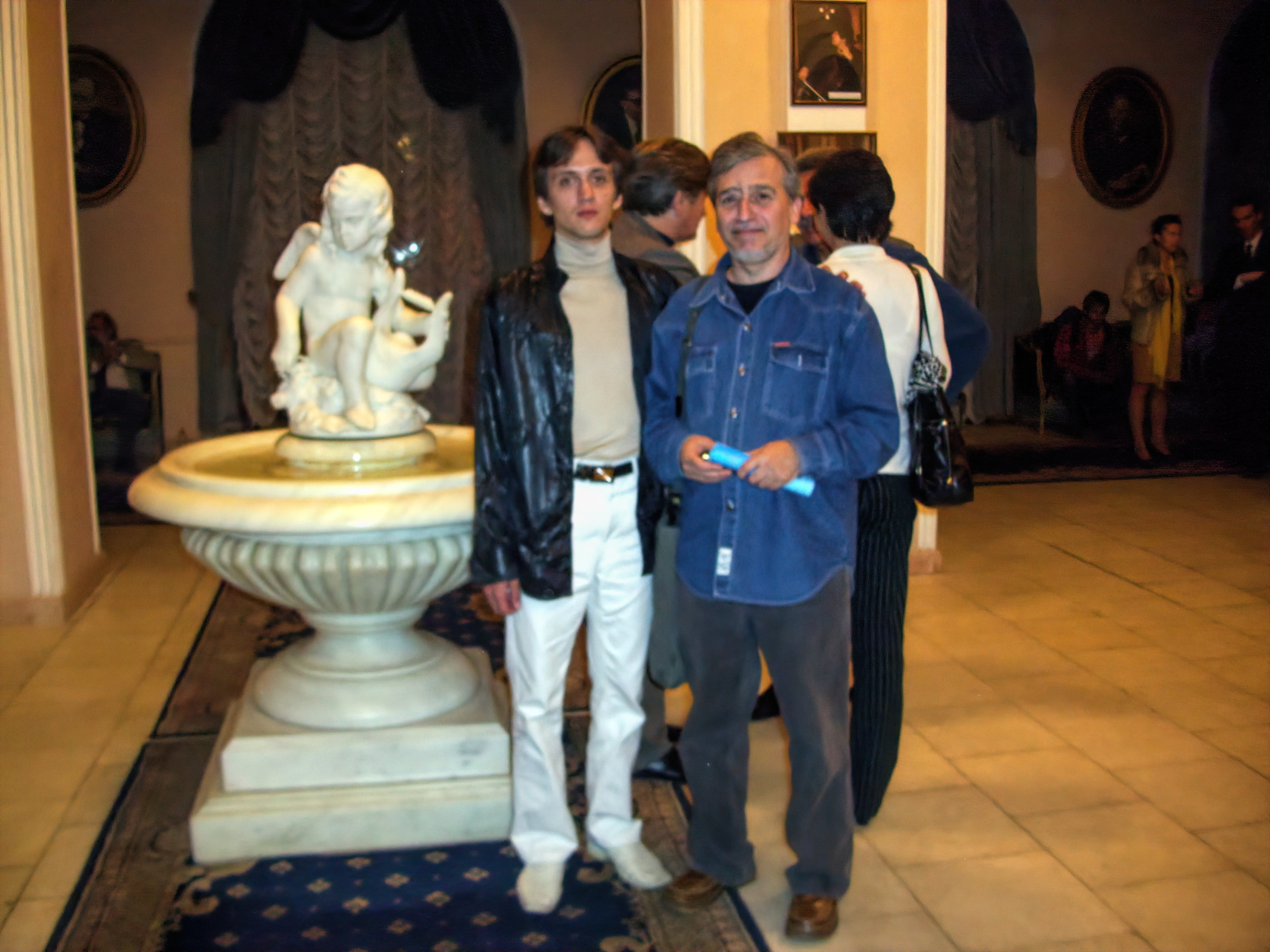
Кирило Фандєєв зі своїм учителем, відомим українським композитором Михайлом Шухом.
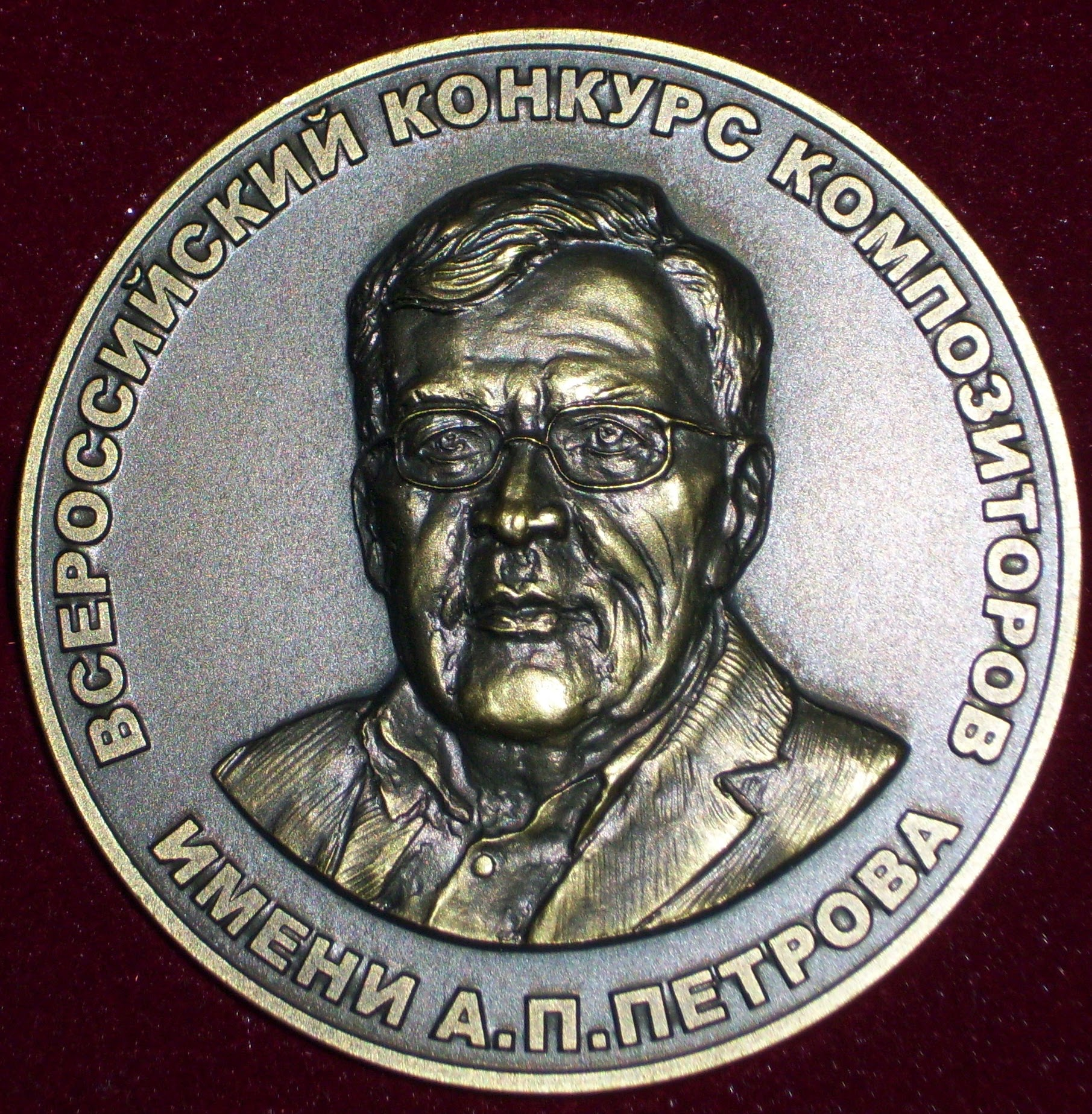
Медаль, отримана за симфонічну поему "сАД"
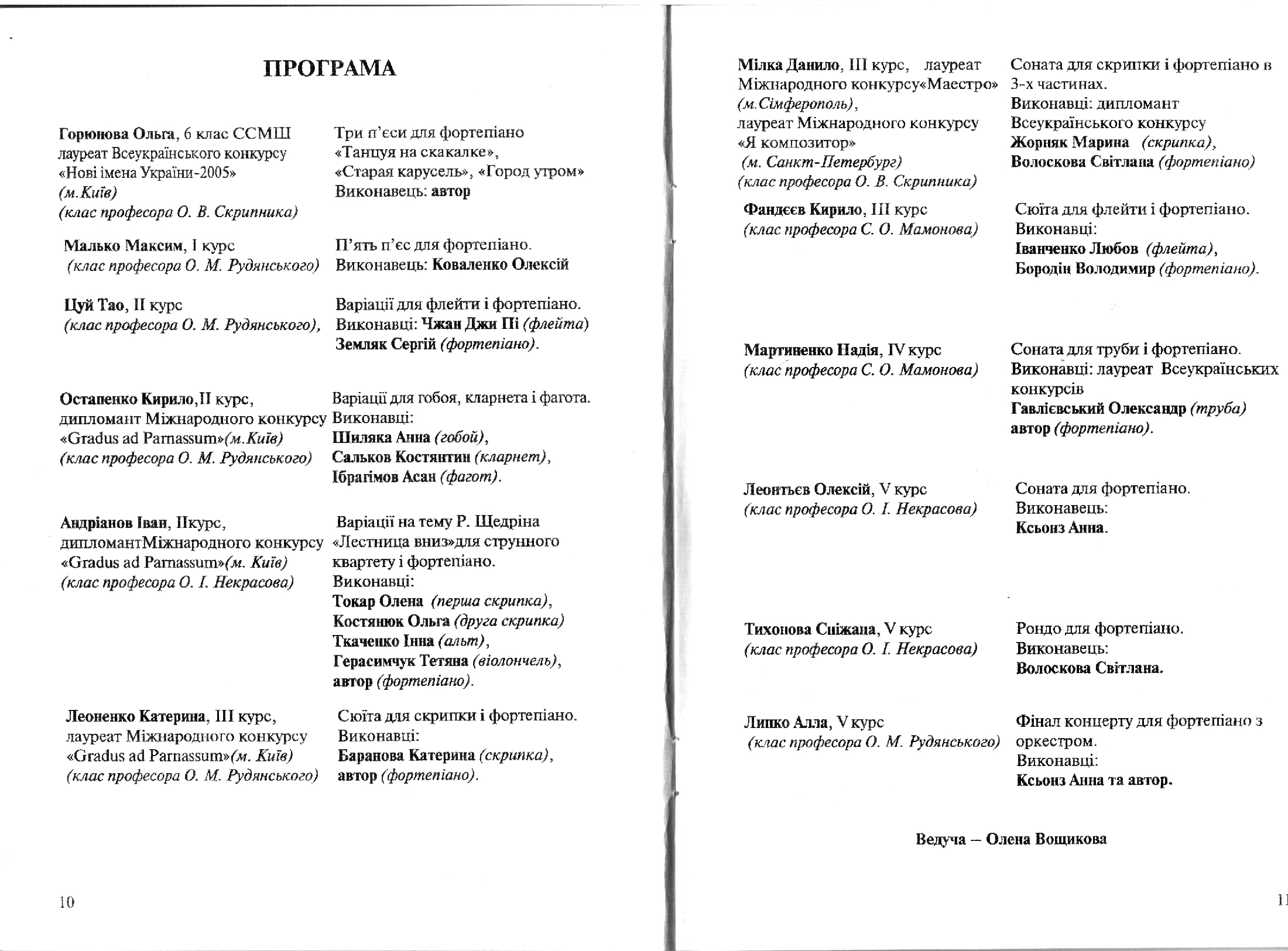
Сторінка Програми з буклету Всеукраїнської музичної акції" Мистецтво молодих", на якій була виконана Сюїта для флейти та фортепіано Кирила Фандєєва. 2005 рік.
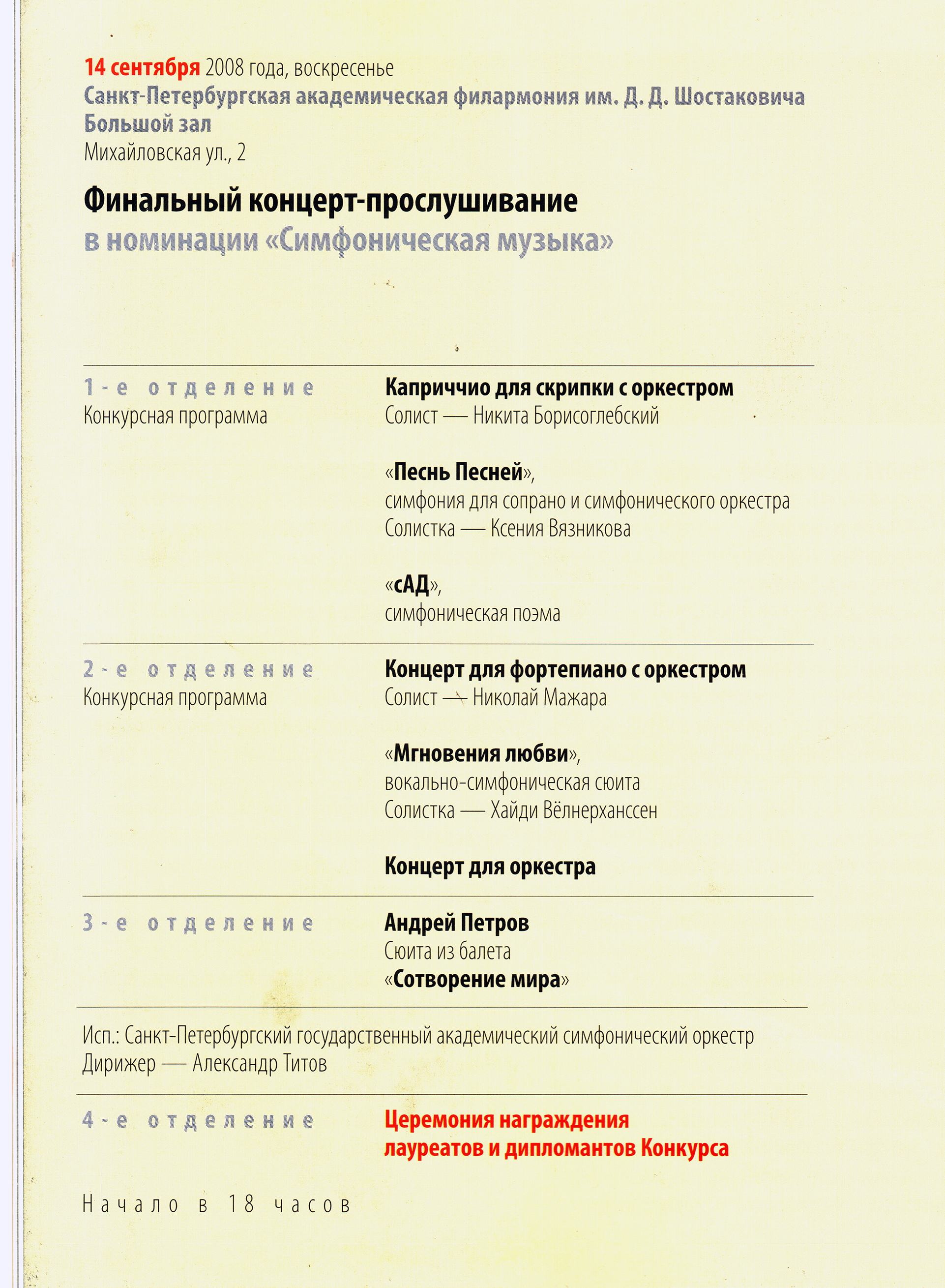
Сторінка з конкурсною програмою з буклету другого Всеросійського конкурсу композиторів імені А.Петрова в Санкт-Петербурзі, на якому було виконано твір Кирила Фандєєва "сАД". 2008 рік.
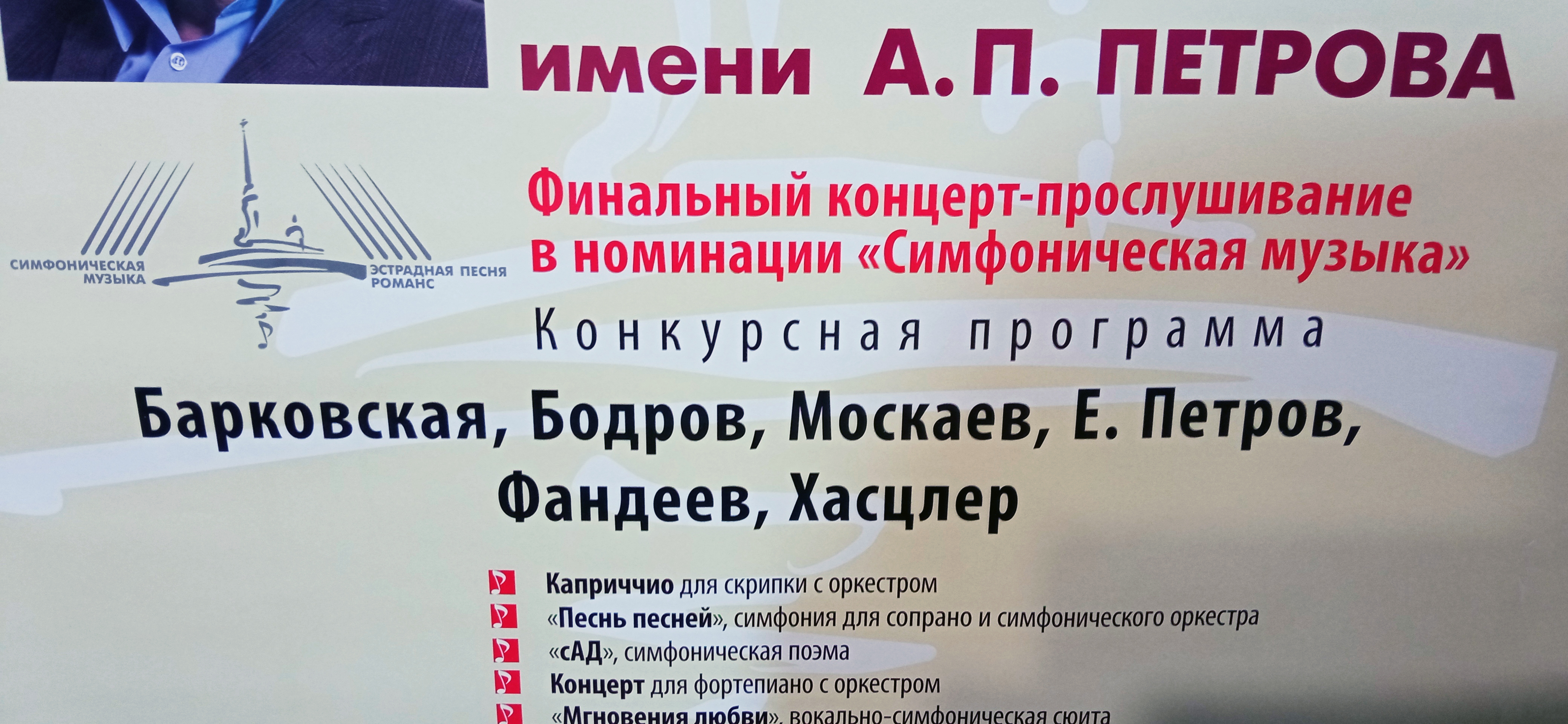
Афіша другого Всеросійського конкурсу композиторів ім. А. Петрова. 2008 рік
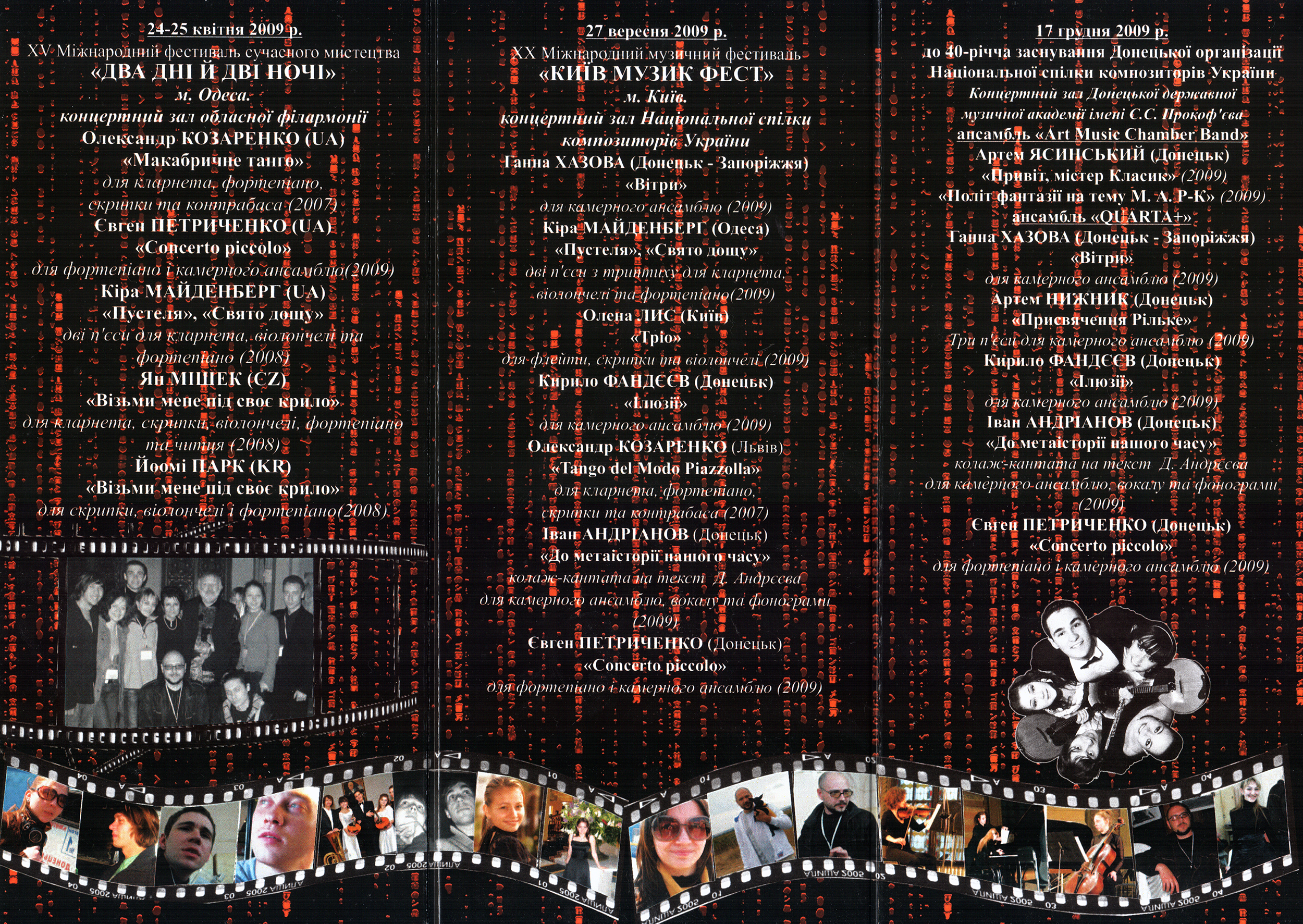
Буклет концертів ансамблю "Quarta+" в 2009 році
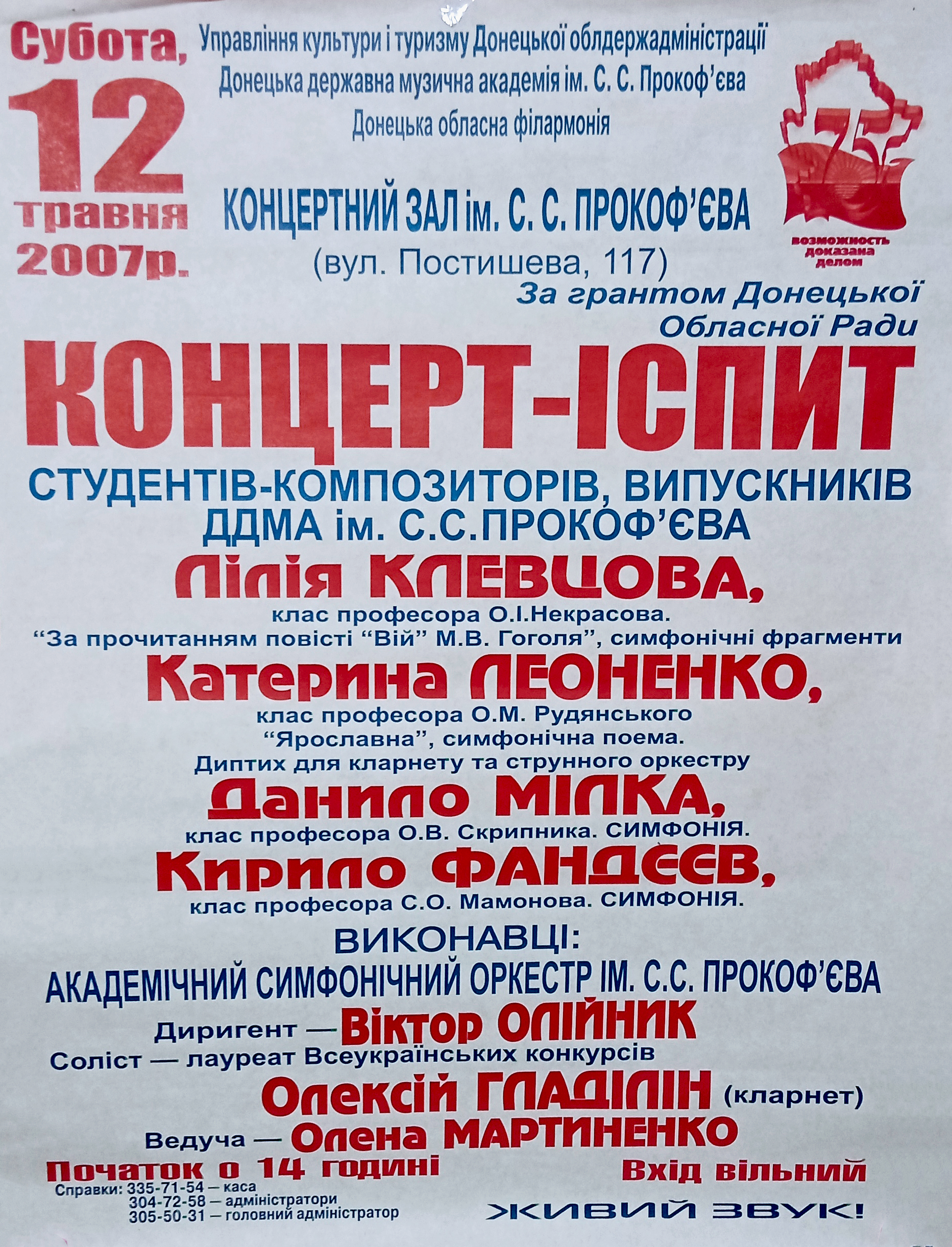
Афіша концерту-іспиту студентів Донецької музичної академії. 2007 рік
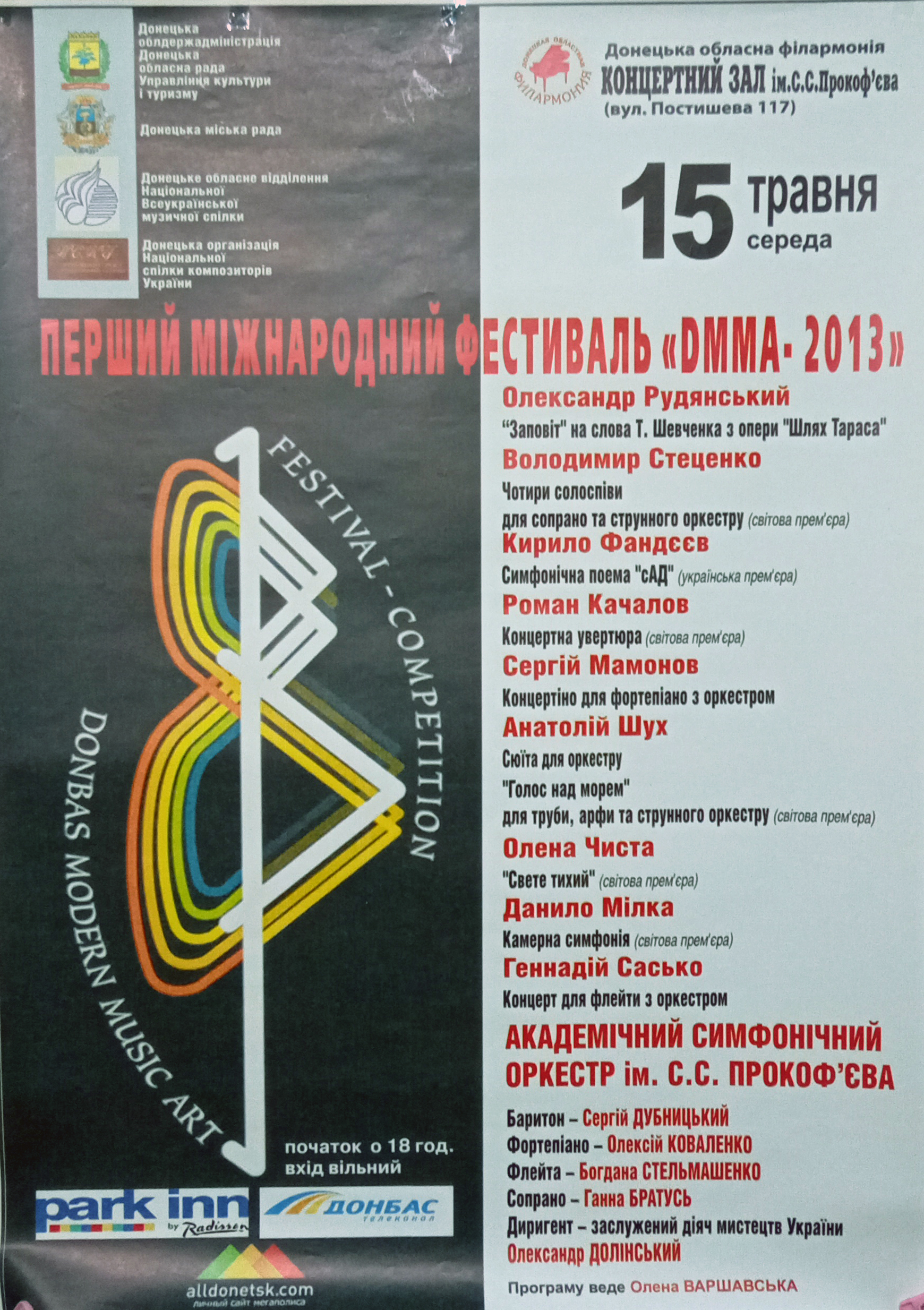
Афіша фестивалю ДДМА-2013 (DONBASS MODERN MUSIC ART)
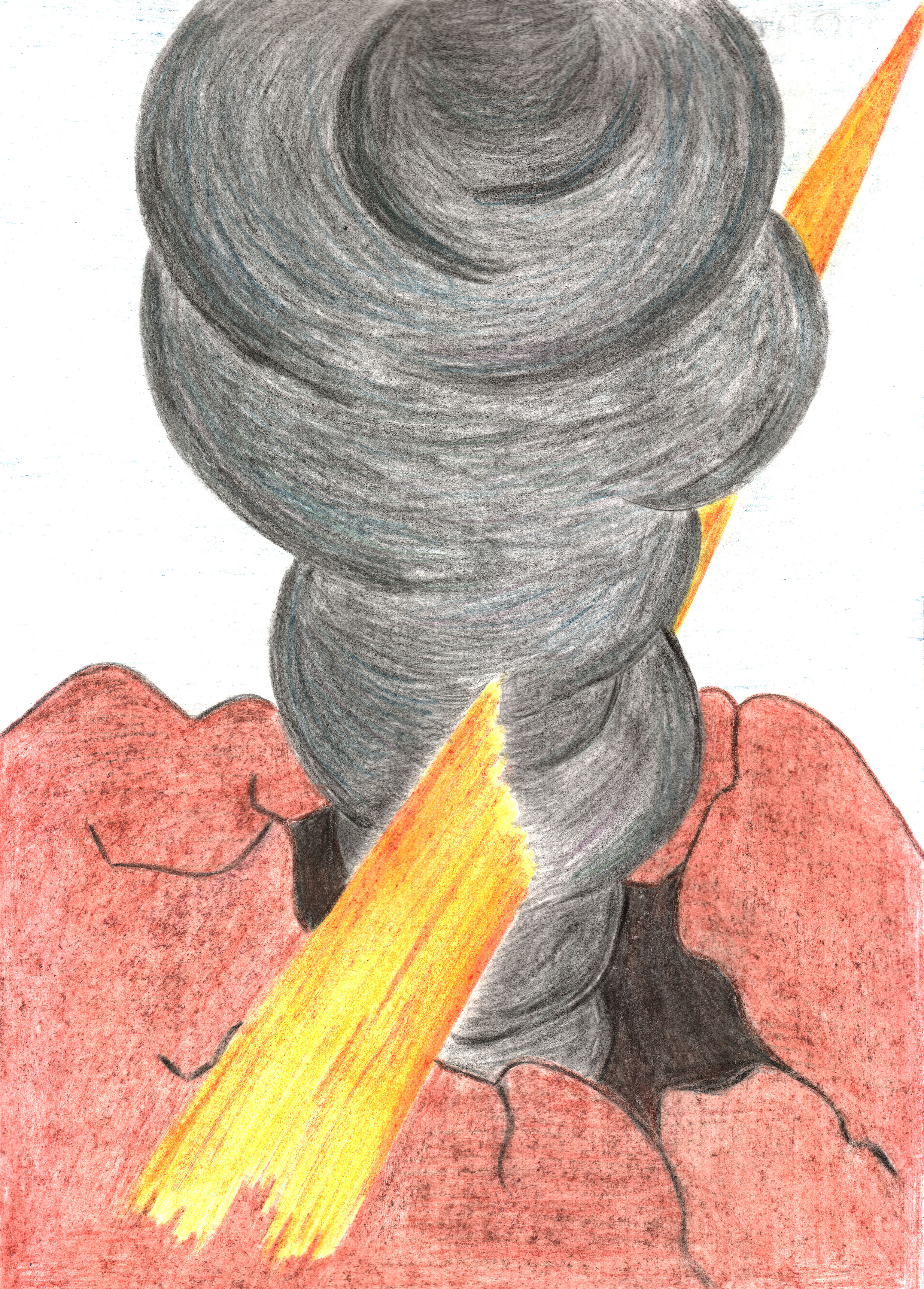
Ілюстрація до твору 'Біль Світу'. Малюнок Галини Єфименко